# Neovenator
Neovenator là một chi khủng long, được Hutt Martill & Barker mô tả khoa học năm 1996.